# Harald (Isle of Man)

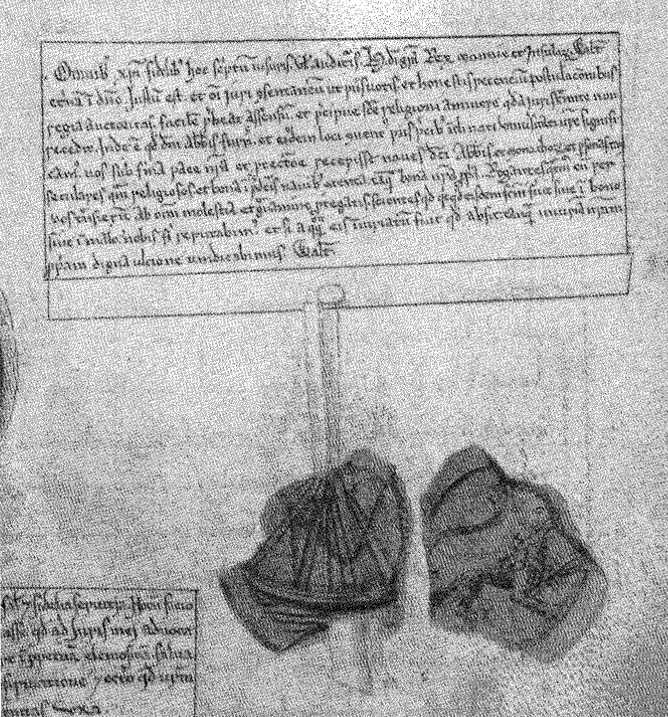
Zeichnung einer Urkunde mit dem Siegel von König Harald aus dem 17. Jahrhundert

Harald (auch Haraldr Olafsson) (* um 1223; † September oder Oktober 1248 vor Mainland) war ein König von Man und der westschottischen Inseln.

## Herkunft
Harald entstammte der Dynastie der Godfreysons. Er war der älteste Sohn von König Olaf dem Schwarzen aus dessen zweiten Ehe mit Christina, einer Tochter von Ferchar Mactaggert. Beim Tod seines Vaters 1237 war er vierzehn Jahre alt.

## König von Man und der Inseln

### Umstrittene Thronfolge
Trotz seiner Jugend wurde Harald nach dem Tod seines Vaters auf der Isle of Man zunächst unumstritten als König anerkannt. Nach seiner Thronbesteigung segelte er nach Lewis und zu den anderen, zu seinem Reich gehörenden nordschottischen Inseln, um dort als König anerkannt zu werden. Während seiner Abwesenheit setzte er den mit ihm verwandten Loughlin als Regenten auf Man ein. Loughlin versuchte aber, Haralds jüngeren Bruder Godred auf den Thron zu bringen, um so dauerhaft die Regentschaft zu übernehmen. Als Harald jedoch im Frühjahr 1238 mit seinen Anhängern nach Man zurückkehrte, konnte er die Insel ohne großen Widerstand wieder in Besitz nehmen. Loughlin und Godred ertranken, als sie auf der Flucht nach Gwynedd Schiffbruch erlitten.
Haralds Vater hatte den norwegischen König Håkon VI. als Oberherrn anerkannt, doch Harald weigerte sich nach seiner Thronbesteigung, nach Norwegen zu reisen, um dort Håkon die Treue zu schwören. Daraufhin sandte der norwegische König 1238 zwei Vögte, Gospatrick und Gillechriosd, mit einer Flotte nach Man. Dem Namen nach stammten die beiden aus Man und konnten offenbar ohne großen Widerstand die Insel für den norwegischen König in Besitz nehmen. Harald flüchtete zunächst auf die zu seinem Reich gehörenden Hebriden. Schließlich segelte er 1239 nach Norwegen und schwor König Håkon die Treue. Håkon erkannte aber erst 1241 Harald als rechtmäßigen König an, so dass Harald offenbar in Norwegen bleiben musste. Sein Reich wurde während dieser Zeit offenbar von den königlichen Vögten verwaltet. Vor seiner Rückreise musste Harald ein Abkommen mit Håkon schließen, in dem seine Rechte als Unterkönig und der Umfang seines Reichs festgelegt wurden, dass aber weiterhin die Inseln umfassen sollte, die bereits sein Vater, sein Onkel und sein Großvater besessen hatten.

### Weiteres Verhältnis zu den Königen von Norwegen und England
Nach seiner Rückkehr nach Schottland behielt Harald sein gutes Verhältnis zum norwegischen König bei. Damit hatte der englische König Heinrich III. seinen Einfluss auf der Isle of Man verloren, den er während der Herrschaft von Haralds Vater gehabt hatte. Als Harald 1246 den englischen König besuchte, wurde er von diesem zum Ritter geschlagen. Der norwegische König Håkon missbilligte diese Annäherung. Er berief 1247 Harald als einzigen der unter seiner Oberhoheit stehenden schottischen Lords zu seiner Krönung 1247 nach Norwegen. Daraufhin reiste Harald im Herbst 1247 über Land durch Schottland nach Caithness und von dort mit dem Schiff nach Norwegen. Er verbrachte den Winter von 1247 bis 1248 in Oslo.

### Hochzeit in Norwegen und Tod auf der Rückreise
In Norwegen bat Harald den König um die Erlaubnis, dessen verwitwete Tochter Cecilia heiraten zu dürfen, was Håkon schließlich erlaubte. Als Schwiegersohn des norwegischen Königs hatte Harald nun eine Stellung unter den westschottischen Lords erreicht, die kein anderer Lord bislang erreicht hatte. Die Hochzeit fand in Bergen statt. Ende September 1248 reiste Harald mit seiner Frau, zahlreichen Adligen aus Man sowie Lawrence, dem neuen Bischof von Sodor, zurück nach Schottland. Ihr Schiff sank jedoch vor Sumburgh Head am Südende von Mainland, der Hauptinsel der Shetlandinseln. Alle Personen an Bord ertranken.

## Nachfolgekämpfe
Harald hatte auf Man als fähiger und beliebter Herrscher gegolten. Die Nachricht von seinem Tod erreichte erst im Frühjahr 1249 mehrere Monate nach seinem Tod Man und die westschottischen Inseln. Am 6. Mai 1249 wurde sein Bruder Ragnvald zu seinem Nachfolger erklärt. Ragnvald wurde jedoch bereits am 30. Mai von einem Rivalen namens Ivar bei Rushen ermordet. Dieser konnte sich jedoch nicht gegen Harald Godredson, einen Sohn von Godred Don, dem Sohn des früheren Königs Ragnvald behaupten. Der schottische König Alexander II. wollte diese Machtkämpfe auf Man ausnutzen, um seine eigene Herrschaft auf den westschottischen Inseln auszuweiten. Er ließ Skye und Lewis plündern und besetzte Man. Nach dem Tod von Alexander II. im Juli 1249 wurde der schottische Feldzug gegen die westschottischen Inseln aber abgebrochen. Während Harald Godredson in Norwegen war, um seine Thronfolge vom norwegischen König bestätigen zu lassen, eroberte Magnus, ein Bruder des 1248 ertrunkenen Harald, mit Hilfe seines Schwiegervaters Ewen Macdougall, dem Lord of Argyll 1250 die Isle of Man.